# После милијон година
После милијон година је научнофантастична драма Драгутина Ј. Илића из 1889. године и представља прву научнофантастичну драму у светској књижевности.

## Радња
Драма почиње на месту: „где је пре милијон година био град Париз.” У драми се Натан мудри и његов син Данијел, као последњи људи на Земљи, нови људи Духо-света и Биљан, посланик са Меркура.

## Издања
Прво издање се појавило 2. јуна 1889. године у Београду, у 15. и 16. броју Кола - листа за забаву и књижевност. Фототипско издање је 1988. године, након читавог века, објавила Народна библиотека Србије.
Треће издање се појавило тек 2017. године, од стране издавачке куће Portalibris.